# Immanuil Lasarewitsch Fabelinski
Immanuil Lasarewitsch Fabelinski (russisch Иммануил Лазаревич Фабелинский; * 27. Januarjul. / 9. Februar 1911greg. in Grajewo; † 2. August 2004 in Moskau) war ein russischer Physiker.

## Leben
Fabelinski, Sohn eines Arztes, arbeitete nach dem Schulabschluss 1929 in Lgow zwei Jahre lang als Dreher in der Karl-Liebknecht-Zuckerfabrik in Peny, Oblast Kursk. Darauf studierte er an der physikalischen Fakultät der Universität Moskau (MGU) mit Abschluss 1936. Er arbeitete dann in der MGU bis 1941.
1943 wurde Fabelinski Mitarbeiter des optischen Laboratoriums des Physikalischen Instituts der Akademie der Wissenschaften der UdSSR (AN-SSSR, seit 1991 Russische Akademie der Wissenschaften (RAN)). Fabelinskis Arbeitsschwerpunkte waren die Physikalische Optik und die Molekularakustik sowie die Rayleigh-Streuung, die Brillouin-Streuung und die Raman-Streuung. Er untersuchte die Bedingungen der Ausbreitung von Ultraschall und Hyperschall  in viskosen Medien. 1979 wurde er zum Korrespondierenden Mitglied der AN-SSSR gewählt.

## Ehrungen, Preise
- Lomonossow-Preis (1966)
- Buruni-Staatspreis der Usbekischen Sozialistischen Sowjetrepublik (1983)
- Mandelstam-Preis der RAN (1991)[2]
- S.-I.-Wawilow-Goldmedaille der RAN (2000)[2]